# 1970 a tudományban
Az 1970. év a tudományban és a technikában.

## Díjak
- Nobel-díjak
  - Fizikai Nobel-díj: Hannes Alfvén, Louis Néel
  - Fiziológiai és orvostudományi Nobel-díj: Bernard Katz, Ulf von Euler, Julius Axelrod
  - Kémiai Nobel-díj: Luis Federico Leloir

## Születések
- január 4. – Christopher J. Cassidy amerikai űrhajós
- március 13. – Alekszandr Szamokutyajev orosz űrhajós
- december 27. – Jamazaki Naoko japán mérnök, űrhajósnő

## Halálozások
- január 5. – Max Born német fizikus, 1954-ben nyerte el a fizikai Nobel-díjat Walther Bothe társaságában, a szubatomi részecskék viselkedésének statisztikai leírásáért (* 1882)
- február 1. – Rényi Alfréd magyar matematikus, akadémikus (* 1921)
- február 2. – Bertrand Russell angol matematikus, logikus, filozófus és szociológus, Nobel-díjas közéleti személyiség (* 1872)
- február 16. – Francis Peyton Rous Nobel-díjas amerikai orvos, patológus, virológus (* 1879)
- április 5. – Alfred Sturtevant amerikai genetikus (* 1891)
- augusztus 1. – Otto Heinrich Warburg német biokémikus, a sejtlégzés terén elért kiemelkedő eredményeiért fiziológiai és orvostudományi Nobel-díjat kapott (* 1883)
- szeptember 14. – Rudolf Carnap német-amerikai filozófus. A logikai pozitivizmus irányzatának szellemi vezére (* 1891)